# Huddersfield Town AFC
Huddersfield Town AFC är en engelsk professionell fotbollsklubb i Huddersfield, grundad 1908. Hemmamatcherna spelas på John Smith's Stadium. Smeknamnet är The Terriers. Klubben spelar sedan säsongen 2024/25 i League One.

## Historia
På grund av konkurrensen med rugby kom fotbollen i Huddersfield igång relativt sent. Huddersfield Towns första spelplan var vid Leeds Road, som varken hade vändkors eller omklädningsrum – spelarna bytte om i en närbelägen pub. Första matchen på Leeds Road spelades mot Bradford Park Avenue i september 1908. Knappt två år senare anlitade man arkitekten Archibald Leitch (som mer är känd för att ha ritat Old Trafford Manchester Uniteds arena) för att renovera arenan.

Klubbens ligaplaceringar från och med 1910.

1910 gick klubben med i The Football League, men publikintäkterna blev inte vad man hade hoppats på. Man tvingades även lägga om planen på Leeds Road, och 1919 hade Huddersfield Town skulder på 25 000 pund. Det talades om att flytta klubben till Leeds, men man lyckades samla in pengar och spelare och supportrar svetsades samman. 1920 gick man till final i FA-cupen, där det blev förlust mot Aston Villa. Huddersfield kom samma säsong på andra plats i Division 2 och gick för första gången upp i högstadivisionen Division 1.
Inför säsongen 1920/21 kom Herbert Chapman till klubben som ny tränare. Chapman kom att lägga grunden för Huddersfields framgångar under 1920-talet. Han förde klubben till seger i FA-cupen 1922 (2–0 över Preston North End), och åren 1924 till 1926 lyckades Huddersfield som första klubb vinna ligan tre år i rad. Efter den andra ligatiteln, 1925, lämnade dock Chapman Huddersfield för Arsenal. Huddersfield tog sig till final i FA-cupen både 1928 och 1930, men det blev dock förlust mot Blackburn Rovers respektive Arsenal. Framgångarna under 1920-talet bidrog till att publiksiffrorna ökade rejält – så mycket att man var tvungen att bygga ut arenan. En match i februari 1932 sågs av 67 037 åskådare. 1930-talet blev inte lika framgångsrikt som 1920-talet, men man höll sig länge i toppskiktet av tabellen. Under andra halvan av 1930-talet sjönk man dock till nedre halvan. 1938 förlorade Huddersfield ytterligare en FA-cupfinal, den här gången mot Preston North End efter förlängning.
Efter andra världskriget fortsatte nedgången, och 1952 åkte Huddersfield ned i Division 2. Man kom dock snabbt tillbaka till eliten och säsongen 1953/54 slutade man på tredje plats i Division 1. Två år senare åkte Huddersfield åter ned i Division 2. Under slutet av 1950-talet spelade en ung Denis Law i klubben. Han gjorde så stort intryck att han i mars 1960 värvades av Manchester City för rekordsumman 55 000 pund. Dessa pengar användes för att installera strålkastare på Leeds Road.
Under hela 1960-talet höll sig klubben i Division 2, men säsongen 1969/70 vann man serien och gick upp i ettan. Återkomsten till Division 1 slutade med en 15:e plats, men sedan kom klubben att rasa i seriesystemet. 1971/72 slutade man sist i Division 1 och året efter kom man näst sist i Division 2. Raset fortsatte 1974/75, då Huddersfield kom sist i Division 3. Huddersfield kom att tillbringa fem säsonger i Division 4 innan man vann serien 1979/80. 1982/83 kom man på tredje plats i Division 3 och tog steget upp i tvåan, där man höll sig fram till 1987/88, då man åter åkte ned i trean med Malcolm Macdonald som tränare.
Inför säsongen 1994/95 flyttade Huddersfield in i nybyggda Alfred McAlpine Stadium. Första säsongen på den nya arenan slutade med att man vann kvalet till (nya) Division 1 (nivå 2). Tränaren Neil Warnock sade dock upp sig tre dagar efter kvalfinalen och ersattes av Brian Horton. Huddersfield slutade på åttonde plats 1995/96 och 20:e plats 1996/97. I september 1997 fick Horton sparken och ersattes av Peter Jackson. Huddersfield slutade på 16:e plats, och 1998/99 förbättrade man sig något då man kom på tionde plats. Jackson hade förhoppningar om att ta klubben till Premier League, men han fick plötsligt sparken. Den förra Manchester United-spelaren Steve Bruce tog över. Bruces lag slogs om en plats i kvalet till Premier League, men till slut fick man nöja sig med en åttonde plats 1999/00. Efter en miserabel inledning på följande säsong fick Bruce sparken i november 2000. Hans ersättare, Lou Macari, kunde inte hindra klubben från att åka ned i Division 2 (nivå 3).
Macari fick sparken 2002 efter att klubben förlorat semifinalen i kvalet till Division 1. I mars 2003 fick även efterträdaren Mick Wadsworth sparken efter att klubben sjunkit till botten av Division 2. Huddersfield åkte ned i Division 3 (nivå 4), men Peter Jackson, som nu gjorde sin andra sejour i klubben som tränare, lyckades föra upp klubben i den nybildade League One (nivå 3) redan under första säsongen. Säsongen 2004/05 kom Huddersfield nia i League One.
Säsongen 2011/12 gick klubben upp i The Championship (nivå 2) efter kvalspel och spelade säsongen 2012/13 därmed i den näst högsta divisionen för första gången sedan 2000/01. Efter att ha vunnit kvalet 2016/17 gick nu Huddersfield för första gången någonsin upp till Premier League med David Wagner som tränare. Man klarade sig en säsong i Premier League men säsongen 2018/19 åkte man ner i Championship.

## Spelare

### Truppen
Korrekt per den 11 augusti 2025
| 1  | England    | Owen Goodman  | 27 november 2003 | Crystal Palace (-25)     |
| 13 | Australien | Jacob Chapman | 22 oktober 2000  | Marconi Stallions (-19)  |
| 22 | England    | Lee Nicholls  | 5 oktober 1992   | Milton Keynes Dons (-21) |

| 2  | Danmark       | Lasse Sørensen | 21 oktober 1999  | Lincoln City (-24)      |
| 3  | Skottland     | Murray Wallace | 10 januari 1993  | Millwall (-25)          |
| 5  | Wales         | Joe Low        | 20 februari 2002 | Wycombe Wanderers (-25) |
| 6  | England       | Jack Whatmough | 19 augusti 1996  | Preston North End (-25) |
| 7  | USA           | Lynden Gooch   | 24 december 1995 | Stoke City (-25)        |
| 11 | Nederländerna | Ruben Roosken  | 2 mars 2000      | Heracles Almelo (-25)   |
| 12 | Surinam       | Radinio Balker | 3 september 1998 | Groningen (-24)         |
| 14 | England       | Mickel Miller  | 2 december 1995  | Plymouth Argyle (-24)   |
| 20 | England       | Josh Feeney    | 6 maj 2005       | Aston Villa (-25)       |
| 23 | Irland        | Sean Roughan   | 14 mars 2003     | Lincoln City (-25)      |
| 30 | England       | Neo Eccleston  | 11 oktober 2003  | Huddersfield Town AFC   |

| 4  | England | Ryan Ledson    | 19 augusti 1997   | Preston North End (-25)  |
| 8  | England | Ben Wiles      | 17 april 1999     | Rotherham United (-23)   |
| 10 | Irland  | Marcus Harness | 24 februari 1996  | Ipswich Town (-25)       |
| 16 | England | Herbie Kane    | 23 november 1998  | Barnsley (-24)           |
| 17 | England | Marcus McGuane | 2 februari 1999   | Bristol City (-25)       |
| 18 | England | David Kasumu   | 5 oktober 1999    | Milton Keynes Dons (-22) |
| 21 | England | Antony Evans   | 23 september 1998 | Bristol Rovers (-24)     |
| 24 | England | Leo Castledine | 20 augusti 2005   | Chelsea (-25)            |

| 9  | Wales      | Joe Taylor      | 18 november 2002 | Luton Town (-25)       |
| 15 | Nordirland | Dion Charles    | 7 oktober 1995   | Bolton Wanderers (-25) |
| 19 | England    | Freddie Ladapo  | 1 februari 1993  | Ipswich Town (-24)     |
| 25 | Serbien    | Bojan Radulović | 29 december 1999 | HJK (-24)              |
| 26 | England    | Alfie May       | 3 juli 1993      | Birmingham City (-25)  |
| 32 | England    | Rhys Healey     | 6 december 1994  | Watford (-24)          |

Not: Spelare i kursiv stil är inlånade.

### Utlånade spelare
| Nr | Land    | Pos | Namn                                            |
| -- | ------- | --- | ----------------------------------------------- |
| -- | England | MF  | Tom Iorpenda (i Notts County till 30 juni 2026) |

| Nr | Land | Pos | Namn |
| -- | ---- | --- | ---- |

### Årets spelare (Hargreaves Memorial Trophy)
| År   | Vinnare        |
| ---- | -------------- |
| 1975 | Terry Dolan    |
| 1976 | Terry Gray     |
| 1977 | Kevin Johnson  |
| 1978 | Mick Butler    |
| 1979 | Alan Starling  |
| 1980 | Malcolm Brown  |
| 1981 | Mark Lillis    |
| 1982 | Mick Kennedy   |
| 1983 | David Burke    |
| 1984 | Paul Jones     |
| 1985 | David Burke    |
| 1986 | Joey Jones     |
| 1987 | Duncan Shearer |
| 1988 | Simon Trevitt  |
| 1989 | Steve Hardwick |
| 1990 | Lee Martin     |

| År   | Vinnare         |
| ---- | --------------- |
| 1991 | Graham Mitchell |
| 1992 | Iwan Roberts    |
| 1993 | Neil Parsley    |
| 1994 | Steve Francis   |
| 1995 | Ronnie Jepson   |
| 1996 | Tom Cowan       |
| 1997 | Tom Cowan       |
| 1998 | Jon Dyson       |
| 1999 | Nico Vaesen     |
| 2000 | Jamie Vincent   |
| 2001 | Craig Armstrong |
| 2002 | Leon Knight     |
| 2003 | Martin Smith    |
| 2004 | Jon Worthington |
| 2005 | Nathan Clarke   |
| 2006 | Andy Booth      |

| År   | Vinnare               |
| ---- | --------------------- |
| 2007 | David Mirfin          |
| 2008 | Andy Holdsworth       |
| 2009 | Gary Roberts          |
| 2010 | Peter Clarke          |
| 2011 | Peter Clarke          |
| 2012 | Jordan Rhodes         |
| 2013 | James Vaughan         |
| 2014 | Adam Clayton          |
| 2015 | Jacob Butterfield     |
| 2016 | Nahki Wells           |
| 2017 | Aaron Mooy            |
| 2018 | Christopher Schindler |
| 2019 | Christopher Schindler |
| 2020 | Lewis O'Brien         |
| 2021 | Jonathan Hogg         |
| 2022 | Lee Nicholls          |

## Arena

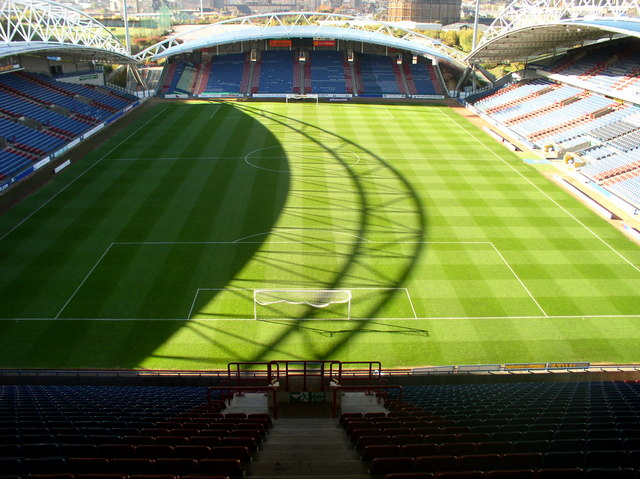
John Smith's Stadium.

Alfred McAlpine Stadium invigdes 1994 och har två gånger sedan dess bytt namn på grund av sponsoravtal. Efter att avtalet med huvudentreprenören under bygget, Alfred McAlpine, gått ut 2004 hette stadion under åtta år Galpharm Stadium. Sedan 2012 heter stadion John Smith's Stadium. John Smith's är ett engelskt ölmärke som ingår i den multinationella bryggerikoncernen Heineken.

## Meriter
- Engelska ligamästare: 1923/24, 1924/25, 1925/26
- Division 2-mästare: 1969/70
- Division 4-mästare: 1979/80
- FA-cupmästare: 1921/22
- Charity Shield-mästare: 1922